# Lejkówka mączna

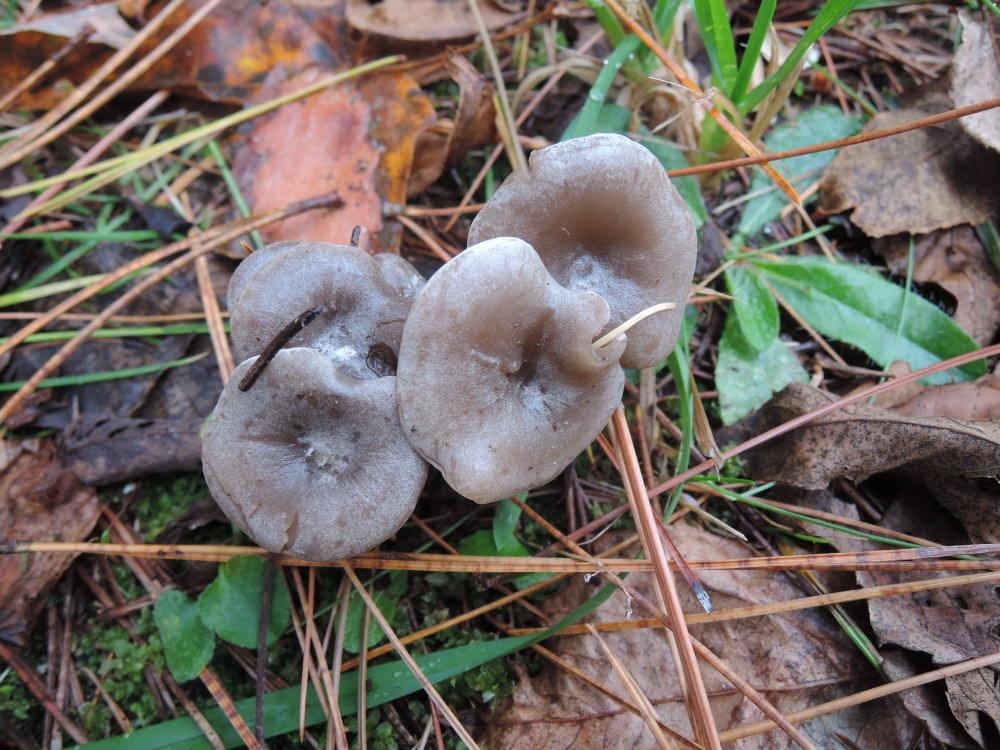

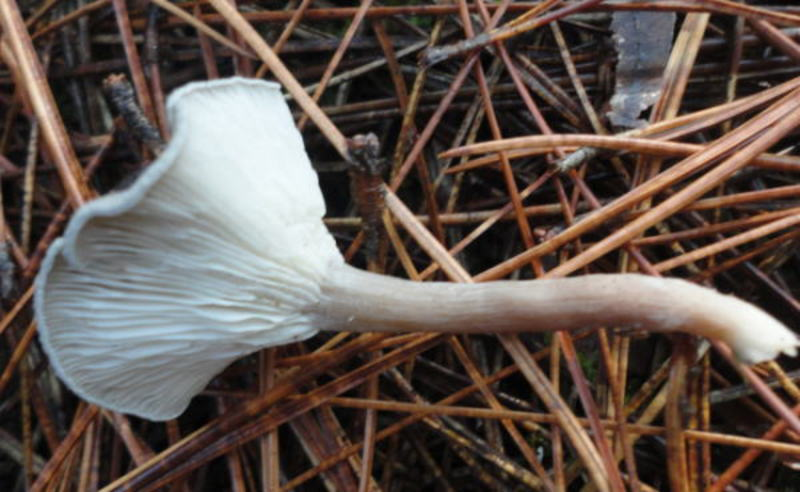

Lejkówka mączna (Clitocybe ditopa (Fr.) Gillet) – gatunek grzybów z rzędu pieczarkowców (Agaricales).

## Systematyka i nazewnictwo
Pozycja w klasyfikacji według Index Fungorum: Clitocybe, Incertae sedis, Agaricales, Agaricomycetidae, Agaricomycetes, Agaricomycotina, Basidiomycota, Fungi.
Po raz pierwszy takson ten opisał w 1815 r. Elias Fries, nadając mu nazwę Agaricus ditopus. Obecną, uznaną przez Index Fungorum nazwę, nadał mu Claude-Casimir Gillet w 1874 r.
Synonimy:

- Agaricus ditopus Fr. 1815
- Clitocybe ditopa var. longispora Métrod 1939
- Clitocybe ditopa var. odorula (P. Karst.) Harmaja 1969
- Clitocybe longispora Métrod ex Singer 1943
- Clitocybe odorula P. Karst. 1879
- Collybia orbiformis var. ditopus (Fr.) Costantin & L.M. Dufour 1891
- Omphalia ditopus (Fr.) Quél. 1888
- Pseudolyophyllum ditopus (Fr.) Raithelh. 1978[2].

Alicja Borowska, Alina Skirgiełło i E. Garnweidner w 1992 r. nadali polską nazwę lejkówka wróżebna, Władysław Wojewoda w 2003 r. zmienił ja na lejkówka mączna.

## Morfologia
Kapelusz
Średnica 2–4 cm, lekko wklęsły. Powierzchnia białawo lub srebrzysto oprószona. Jest higrofaniczny; w stanie wilgotnym lepki, bladooliwkowobrązowy do przydymionego brązu, w stanie suchym nagi, blednąca od środka. Brzeg brzegiem długo podwinięty, cały.
Blaszki
Zbiegające na trzon, wąskie do średnio szerokich, gęste, matowe, szare lub w kolorze orzechu laskowego do brązowawo-szarego, ciemniejsze z wiekiem.
Trzon
Wysokość 2–4 cm, grubość 0,4–0,7 cm, cylindryczny, początkowo gąbczasty, potem pusty w środku. Powierzchnia w górnej części czasami łuszcząca się. W dolnej naga, koloru kapelusza lub blaszek, u podstawy biało owłosiona.
Miąższ
Cienki, w kolorze zbliżonym do powierzchni kapelusza. Zapach i smak mączny.
Cechy mikroskopowe
Podstawki z 4 sterygmami, 20–25 × 3(5)–6 µm. Zarodniki prawie kuliste, (3)3,5–4(4,5) × 3–3,5(4) µm, gładkie, nieamyloidalne. Cystyd brak, na strzępkach są sprzążki.
Gatunki podobne
Charakterystyczną cechą lejkówki mącznej jest zapach zjełczałej mąki i brak prążkowania kapelusza. Podobne gatunki: lejkówka gorzkawa (Clitocybe amarescens), lejkówka oszroniona (Rhizocybe pruinosa), lejkówka szaroblaszkowa (Atractosporocybe inornata), lejkówka rdzawa (Clitocybe diatreta), lejkówka rowkowana (Clitocybe vibecina), pieprzniczka szarawa (Cantharellula umbonata).

## Występowanie i siedlisko
Lejkówka mączna występuje w Ameryce Północnej, Środkowej i Południowej, w Europie, Azji i Australii. Najwięcej stanowisk podano w Europie. Występuje tu od Francji po archipelag Svalbard na Morzu Arktycznym. W Polsce do 2003 r. znane były tylko 3 stanowiska. Według W. Wojewody częstość występowania i stopień zagrożenia tego gatunku nie są znane. W Niemczech Zachodnich jest to gatunek bardzo pospolity. Aktualne stanowiska tego grzyba podaje internetowy atlas grzybów. Znajduje się w nim na liście gatunków zagrożonych i wartych objęcia ochroną.
Grzyb saprotroficzny naziemny występujący w lasach iglastych, zwłaszcza pod świerkiem pospolitym i sosną pospolitą. Owocniki tworzy zwykle od lipca do listopada.